# Anania nullalis
Anania nullalis is een vlinder van de familie van de grasmotten (Crambidae). De wetenschappelijke naam van deze soort is voor het eerst voorgesteld als Ebulea nullalis door Achille Guenée in een publicatie uit 1854.
De soort komt voor in Brazilië.